# Związek gmin Kapfenburg
Związek gmin Kapfenburg – związek gmin (niem. Gemeindeverwaltungsverband) w Niemczech, w kraju związkowym Badenia-Wirtembergia, w rejencji Stuttgart, w regionie Ostwürttemberg, w powiecie Ostalb. Siedziba związku znajduje się w miejscowości Westhausen, przewodniczącym jego jest Herbert Witzany.
Związek zrzesza jedno miasto i jedną gminę wiejską:
- Lauchheim, miasto, 4 646 mieszkańców, 40,97 km²
- Westhausen, 5 862 mieszkańców, 38,47 km²